# ائرن بروکس (کشتی‌گیر)
اِئرِن بروکس (انگلیسی: Aaron Brooks؛ زادهٔ ۱۵ ژوئن ۲۰۰۰) کشتی‌گیر آزاد اهل ایالات متحده آمریکا است.
وی در بازی‌های انتخابی ملی کشور ایالات متحده آمریکا برای وزن ۸۶ کیلوگرم کشتی بازی‌های المپیک تابستانی ۲۰۲۴ توانست دیوید تیلور حریف قدرتمند خود را شکست دهد و به‌عنوان نماینده آمریکا در این وزن انتخاب شود.

از افتخارات وی می‌توان به‌ کسب مدال برنز بازی‌های المپیک ۲۰۲۴ پاریس اشاره کرد.

## فعالیت حرفه‌ای

### المپیک ۲۰۲۴ پاریس
بروکس در وزن ۸۶ کیلوگرم کشتی آزاد المپیک ۲۰۲۴ پاریس حاضر بود که در کشتی های اول و دوم عظمت دولتبکوف از قزاقستان و هایاتو ایشیگورو از ژاپن را شکست داد اما در نیمه نهایی به ماگومد رمضان‌اف از بلغارستان باخت و به دیدار رده‌بندی رفت. وی در دیدار رده‌بندی جاورایل شاپیف از ازبکستان را شکست داد و مدال برنز را بدست آورد.